# Lago Williams (Colúmbia Britânica)
O lago Williams (denominado Columetza em Shuswap, a língua indígena local) localiza-se na província da Colúmbia Britânica, Canadá. 

## Descrição
Este lago de cerca de 8 km de extensão tem na margem ocidental a cidade de Williams Lake, no cruzamento das estradas provinciais nº 20 e nº 97.